# Valeria Straneo
Valeria Straneo (Alessandria, 5 aprile 1976) è una maratoneta italiana.

## Biografia
Nel 2004 si è sposata con Manlio Esposito, con il quale ha avuto due figli: Leonardo, nato nel 2006, e Arianna, nata nel 2007. Malata di sferocitosi ereditaria, dopo un intervento di asportazione della milza, si è migliorata meritandosi la convocazione in nazionale ai Giochi olimpici di Londra 2012 nella maratona, grazie al sostegno della stessa FIDAL e del dott. Pierluigi Fiorella, ottenendo l'ottavo posto con un tempo di 2h25'27".
Nel 2013 ha corso a New York la mezza maratona in 1h13'57" e la stessa distanza in Sudafrica in 1h19'. Il 28 aprile partecipa e vince la Chia Laguna Half Marathon (a Chia in Sardegna), con il tempo di 1h13'50". Nello stesso anno ha conquistato l'oro nella mezza maratona ai Giochi del Mediterraneo che si sono svolti a Mersin, in Turchia, stabilendo il nuovo record della manifestazione in 1h11'00", distaccando nettamente l'algerina Souad Aït Salem e la turca Ümmü Kiraz.
Il 10 agosto conquista la medaglia d'argento nella maratona ai Mondiali di Mosca, concludendo la sua prova in 2h25'58": dopo aver condotto in testa quasi tutta la gara viene superata nel finale dalla keniota Edna Kiplagat che bissa così il successo del precedente campionato mondiale. Il 6 ottobre 2013 vince la Rock'n'roll Half Marathon di Lisbona in 1h09'21".
Il 16 agosto 2014 conquista agli Europei di Zurigo, la medaglia d'argento nella maratona. Il 28 ottobre vince la mezza maratona di Bari, in 1h17'56".
Impegnata nel sociale, è testimonial per l'attenzione alle emozioni delle persone in lotta contro il cancro.

## Record nazionali
Seniores
- Maratona: 2h23'44" mx ( Rotterdam, 15 aprile 2012)
- Maratona: 2h25'27" wo ( Londra, 5 agosto 2012)

## Palmarès
| Anno | Manifestazione             | Sede           | Evento         | Risultato | Prestazione | Note                                     |
| ---- | -------------------------- | -------------- | -------------- | --------- | ----------- | ---------------------------------------- |
| 2011 | Europei di cross           | Velenje        | Corsa seniores | 10ª       | 26'42"      |                                          |
| 2012 | Giochi olimpici            | Londra         | Maratona       | 8ª        | 2h25'27"    | wo                                       |
| 2013 | Giochi del Mediterraneo    | Mersin         | Mezza maratona | Oro       | 1h11'00"    | Record dei campionati                    |
| 2013 | Mondiali                   | Mosca          | Maratona       | Argento   | 2h25'58"    | Miglior prestazione personale stagionale |
| 2014 | Mondiali di mezza maratona | Copenaghen     | Mezza maratona | 8ª        | 1h08'55"    |                                          |
| 2014 | Mondiali di mezza maratona | Copenaghen     | A squadre      | 4ª        | 3h31'57"    |                                          |
| 2014 | Europei                    | Zurigo         | Maratona       | Argento   | 2h25'27"    |                                          |
| 2016 | Giochi olimpici            | Rio de Janeiro | Maratona       | 13ª       | 2h29'44"    |                                          |

## Campionati nazionali
2004
- 8ª ai campionati italiani di maratonina - 1h16'13"
- 4ª ai campionati italiani assoluti, 10000 m piani - 34'54"60

2010
- 21ª ai campionati italiani di 10 km su strada - 36'12"

2011
- Argento ai campionati italiani di maratonina - 1h09'42"
- Argento ai campionati italiani assoluti, 10000 m piani - 32'35"11
- Oro ai campionati italiani di 10 km su strada - 32'07"

2012
- Oro ai campionati italiani di maratonina - 1h07'46"
- Oro ai campionati italiani di 10 km su strada - 34'40"

2013
- Oro ai campionati italiani assoluti, 10000 m piani - 32'30"56

2014
- Oro ai campionati italiani di maratonina - 1h09'45"

2019
- Bronzo ai campionati italiani di 10 km su strada - 33'23"

2020
- Oro ai campionati italiani di maratonina - 1h11'34"
- Oro ai campionati italiani assoluti, 10000 m piani - 32'55"25

## Altre competizioni internazionali
2005
- 6ª alla Stramilano ( Milano) - 1h14'49"

2009
- 4ª alla Maratona d'Italia ( Carpi) - 2h41'15"
- 9ª alla Mezza maratona di Berlino ( Berlino) - 1h16'24"

2011
- 8ª alla Maratona di Berlino ( Berlino) - 2h26'33"
- 4ª alla Stramilano ( Milano) - 1h13'22"

2012
- 6ª in Coppa Europa dei 10000 metri ( Bilbao) - 32'15"87
- Argento alla Maratona di Rotterdam ( Rotterdam) - 2h23'44" mx
- Bronzo alla Maratona di Torino ( Torino) - 2h27'04"
- 4ª alla Roma-Ostia ( Roma) - 1h07'46"
- Oro alla Stramilano ( Milano) - 1h08'48"

2013
- 5ª alla Maratona di New York ( New York) - 2h28'22"

2014
- Argento in Coppa Europa dei 10000 metri ( Chia) - 32'32"41
- 7ª alla Maratona di New York ( New York) - 2h29'04"
- 6ª alla Mezza maratona di Lisbona ( Lisbona) - 1h09'47"

2016
- 11ª alla Mezza maratona di Delhi ( Nuova Delhi) - 1h13'55"

2018
- 8ª alla Maratona di Valencia ( Valencia) - 2h30'26"

2019
- 16ª alla Maratona di Valencia ( Valencia) - 2h30'44"
- 9ª alla Roma-Ostia ( Roma) - 1h13'00"

2020
- 37ª alla Maratona di Valencia ( Valencia) - 2h37'04"